# Christos Tsiolkas
Christos Tsiolkas, född 1965 i Melbourne, Australien, är en australiensisk författare av grekiskt ursprung.